# Zlot turystyczny Polaków na Litwie
Zlot turystyczny Polaków na Litwie – turystyczno-sportowy zlot Polaków na Litwie, stawiający sobie za cel rozwój turystyki i krajoznawstwa, zapoznanie z historią, tradycjami ludowymi, etnografią i walorami przyrodniczymi Wileńszczyzny.

## Historia
W końcu stycznia 1989 roku w podwileńskiej Białej Wace miały miejsce I Zimowe Igrzyska Polaków na Litwie. Powstał wówczas pomysł zorganizowania zlotu turystycznego Polaków na Litwie. Na fali odrodzenia Polaków na Litwie powstała nowa impreza ciesząca się dużą popularnością i trwa nieprzerwanie aż do dziś (2008 r.).
Inicjatorami pierwszego zlotu byli Anna Adamowicz, Henryk Mażul, Ludwik Adamowicz, Michał Sienkiewicz i inni.
Zloty odbywają się co roku, w różnych zakątkach Wileńszczyzny.
Symbolem zlotu jest róża wiatrów umajona w paproć.

Jubileuszowy XX zlot odbył się w dniach 4 – 6 lipca 2008 r. w rejonie wileńskim, gminie sużańskiej, wsi Dauksze, nad Jeziorem Grzybiańskim.
Uczestnicy przez kilka dni brali udział w sztafetach sportowych, koncertach, konkursach oraz wybrali Miss Zlotu którą została Ańka-Pulimiotczica czyli Elwira Lisowska, 22-letnia specjalistka terapii ruchowej.
Obecnie organizatorem imprezy jest Stowarzyszenie Inicjatyw Społecznych (SIS) kierowane przez Władysława Wojnicza.

### Hymn zlotu
Pierwsze dwie zwrotki ułożył Henryk Mażul w trakcie I zlotu w 1989 roku. Na drugim zlocie ogłoszono konkurs na trzecią zwrotkę - który wygrała Anna Adamowicz.
Pieśń śpiewana jest w trakcie otwarć i zamknięć zlotów.
Fragment zlotowego hymnu

Miedniki, Mejszagoła i Sużany 
– Niewiele map z pewnością o nich wie,
A nam ten pejzaż ma być dobrze znany,
Bo się, ojczyzną od pradziada zwie.
Więc pakuj namiot, słońce w plecak bierz
I Wileńszczyznę, zwiedzaj wzdłuż i wszerz.
Cmentarz w Bujwidzach niech ci prawdę powie,
Kto żyjąc tu nie lada ducha hart
W ofierze złożył, abyś w polskiej mowie,
Był na tej ziemi wciąż cokolwiek wart.
Więc pakuj namiot, słońce w plecak bierz
I Wileńszczyznę, zwiedzaj wzdłuż i wszerz.
[...]